# 真実の口

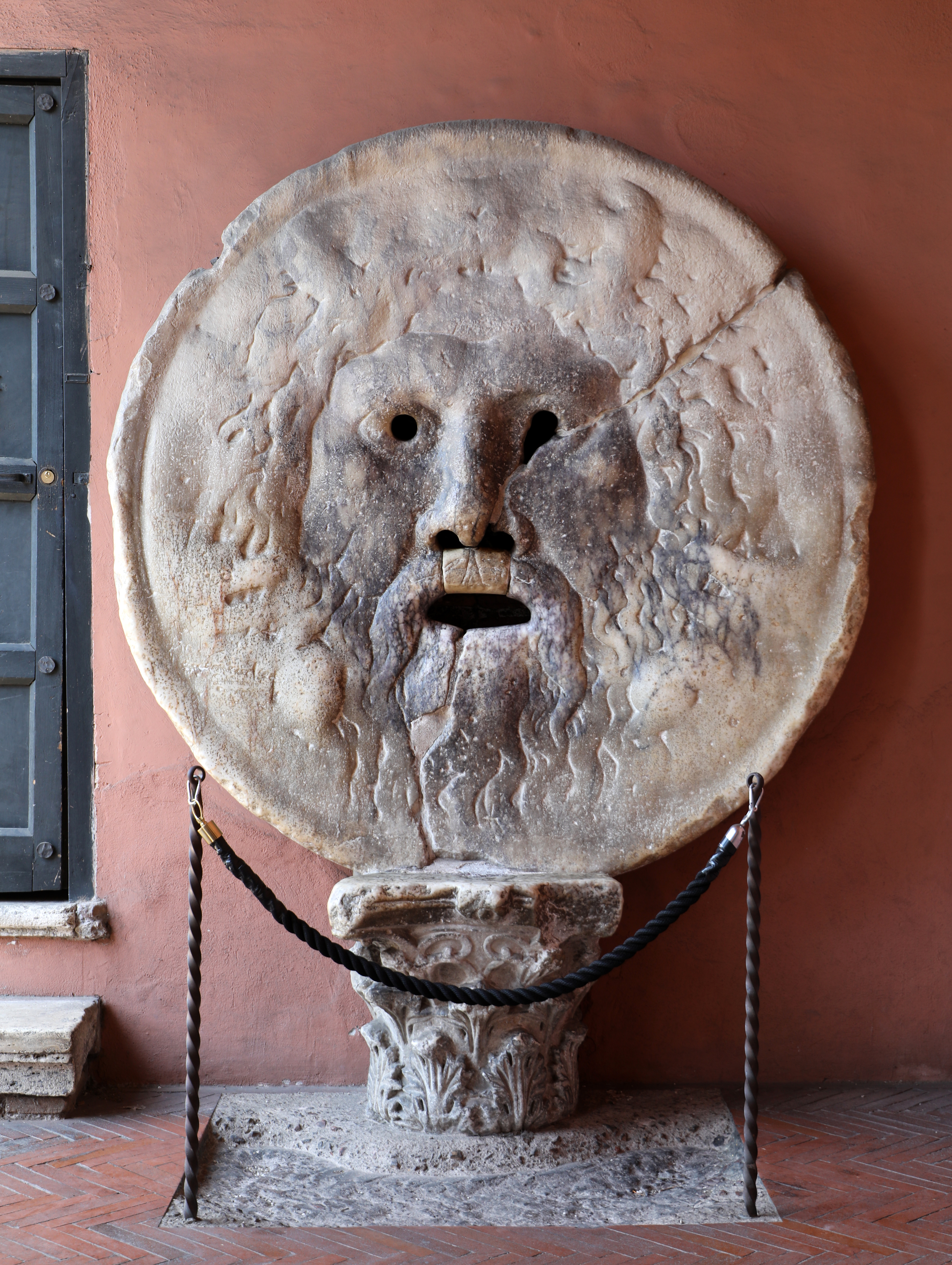
真実の口

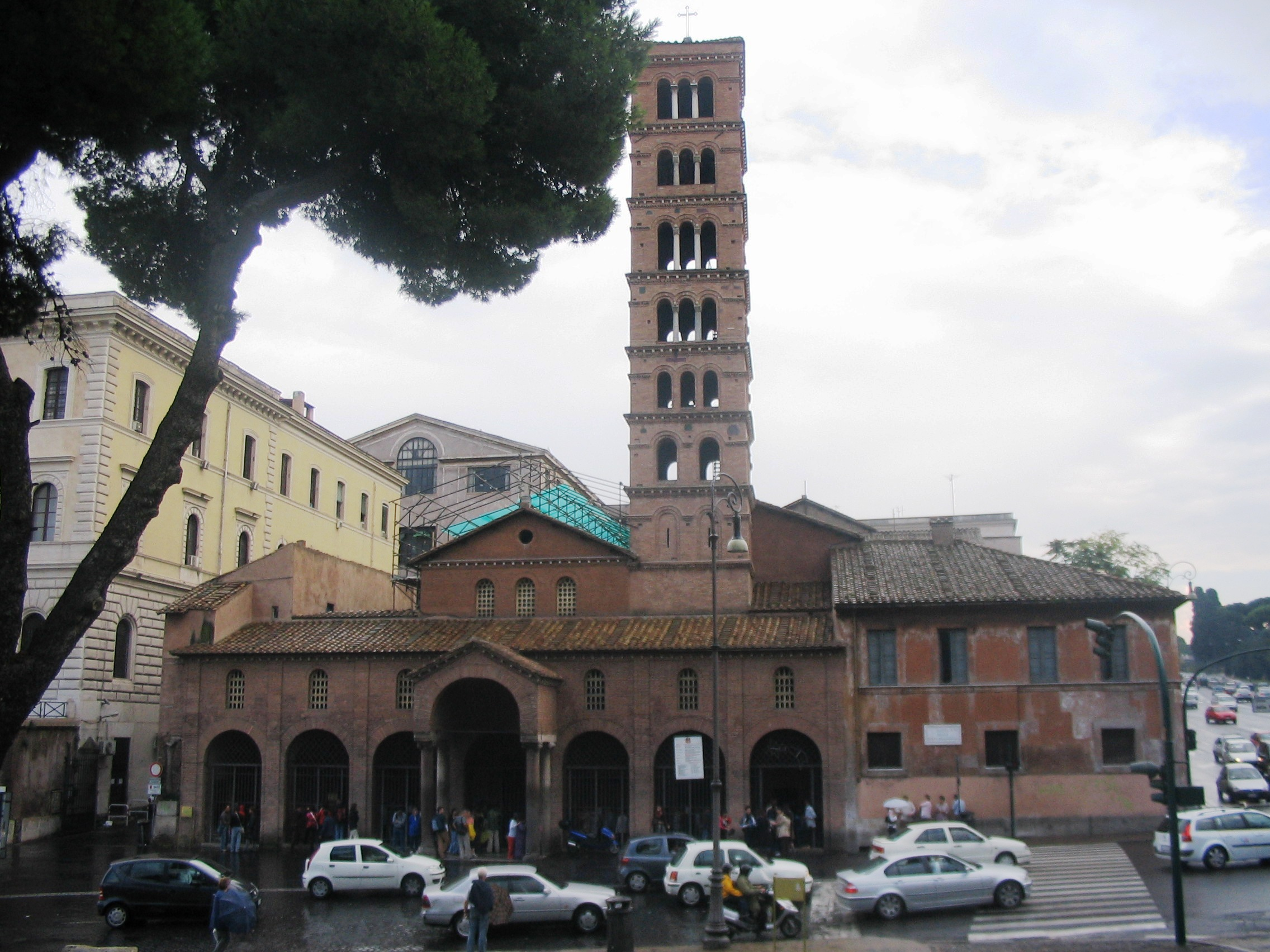
サンタ・マリア・イン・コスメディン教会

真実の口（しんじつのくち、イタリア語: Bocca della Verità〈ボッカ・デラ・ベリタ〉）は、イタリア・ローマにある石の彫刻である。
ローマのサンタ・マリア・イン・コスメディン教会（Santa Maria in Cosmedin）の外壁、教会の正面柱廊(ポルチコ)の奥に飾られている。元々はフォロ・ボアリオ地区の寺院内にあった集水器の覆いであったと考えられている。刻まれている顔は海神オーケアノス（またはトリートーン）のものとされる。
手を口に入れると、偽りの心がある者は、手を抜く時にその手首を切り落とされる、手を噛み切られる、あるいは手が抜けなくなるという伝説がある。

## 影響

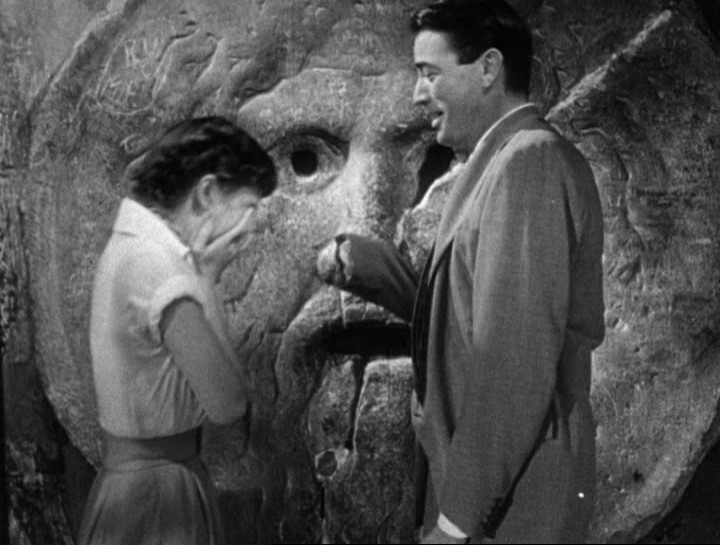
ローマの休日

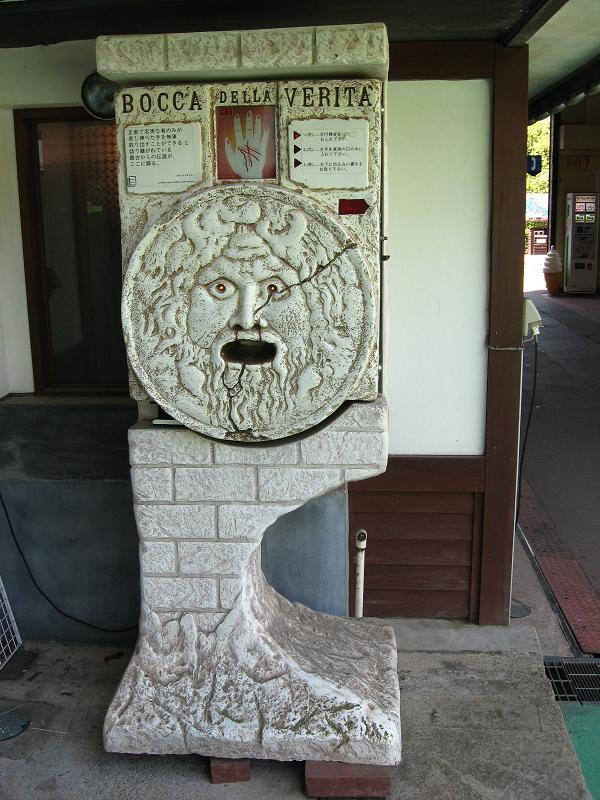
真実の口をモチーフにした業務用占い機（高尾山中腹にて）

- 映画『ローマの休日』では、グレゴリー・ペック扮する新聞記者のジョーがオードリー・ヘプバーン演じるアン王女を驚かそうとして、伝説に基づき悪ふざけで「真実の口」に手を入れて、抜けないという演技をした。このときうぶな王女はそれを真に受け、恐怖のあまり叫び声を上げ、あげくに泣き出してしまった。
- この『真実の口』をモチーフにした業務用占い機がイタリアで製造された（日本語版もある。音声合成も内蔵されているが、台詞はイタリア語のまま）。口の中にスキャナーがあり、手を挿し入れる事で手相を占い、その結果はプリントアウトされるという仕組みである。
- ローマの三越店内に複製品があり、日本からの観光客を中心に写真撮影をしている風景がたびたび見られる。

## 日本国内の複製品

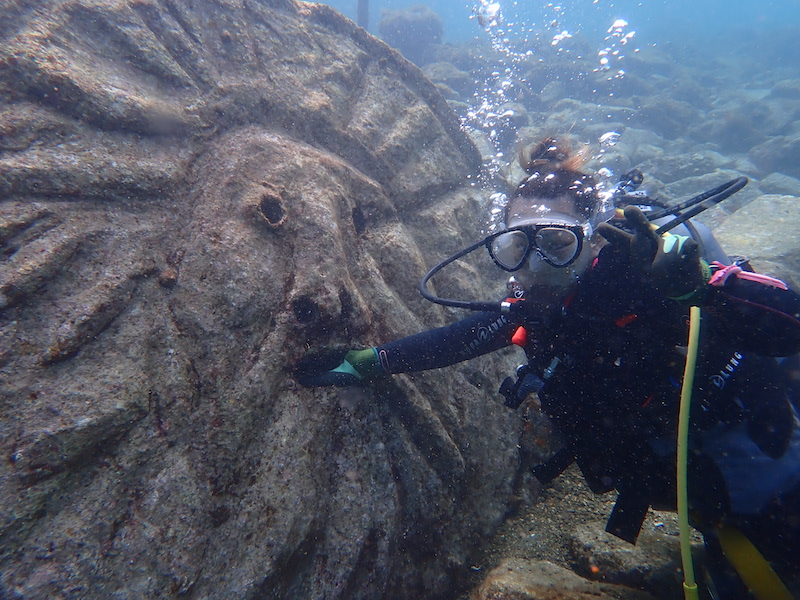
獅子浜ビーチの真実の口

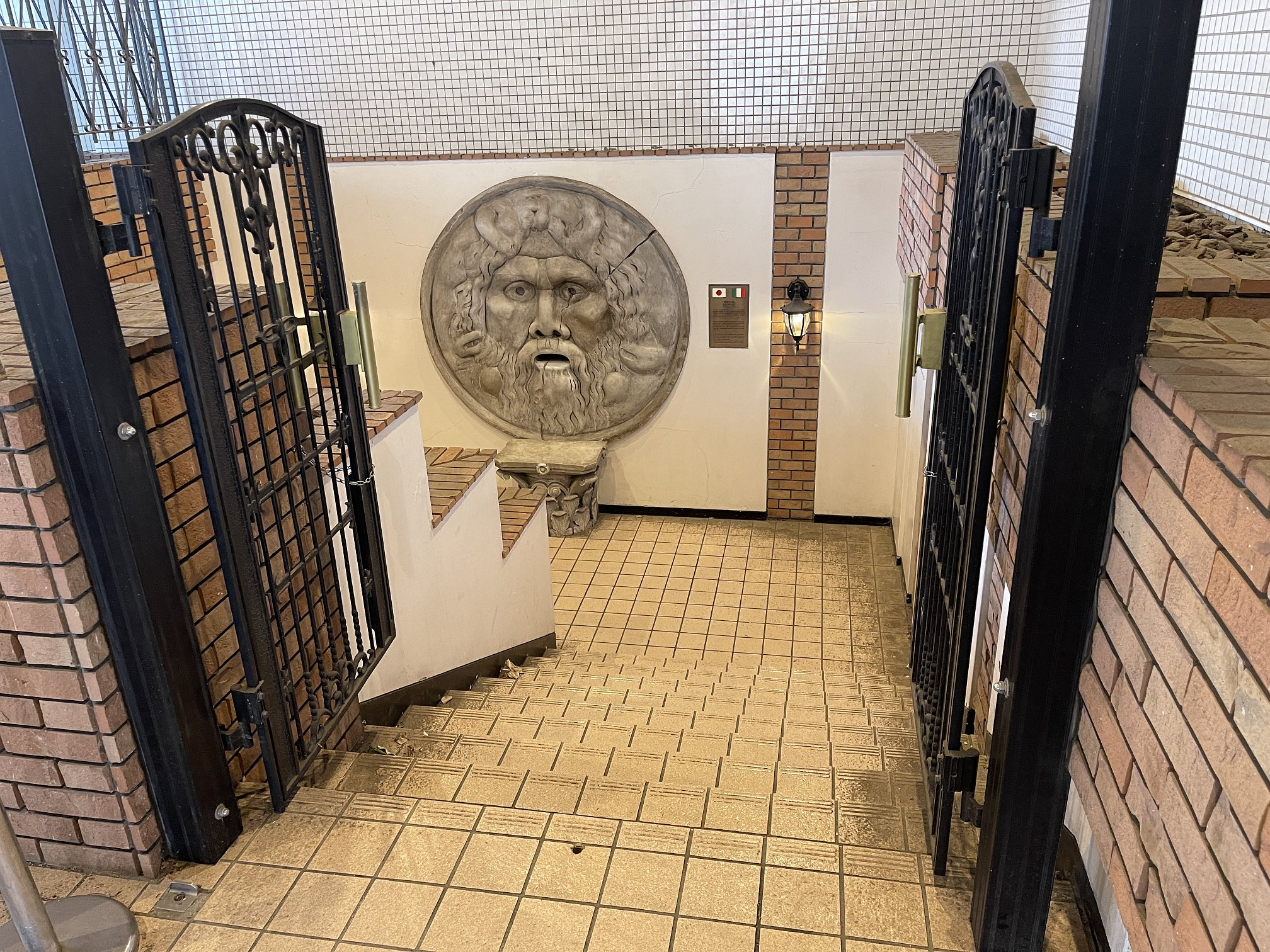
浅草ビューホテル1階敷地内に設置された真実の口レプリカ

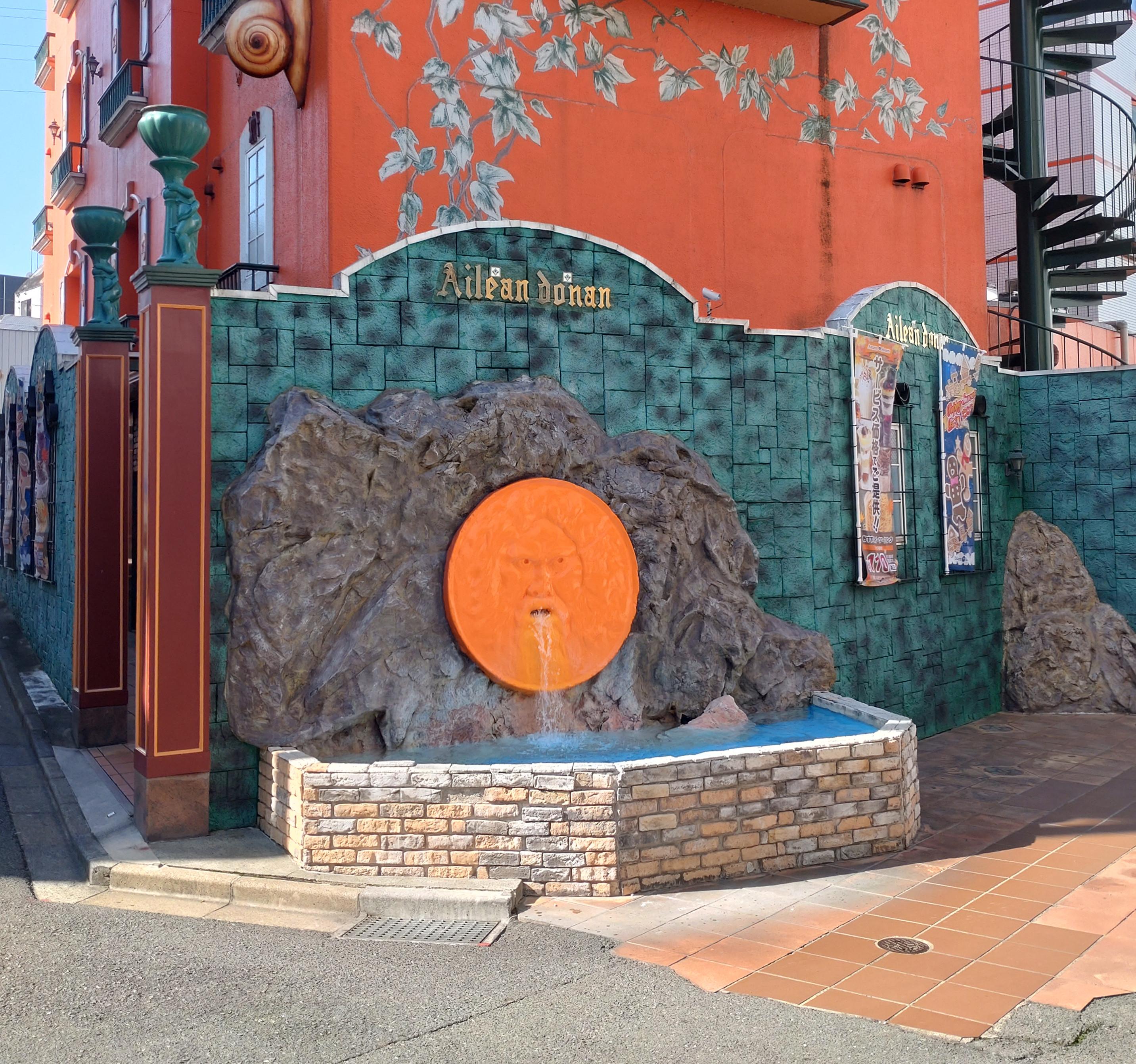
ホテル・アイリーンドナン町田に設置された真実の口

- 神奈川県小田原市の小田原駅前東通り商店街や、大阪市都島区の新京橋商店街の入り口にもレプリカが設置されており[3]実物よりもかなり大きい[4]。大阪には他にも複数箇所に真実の口レプリカが存在するようである[5]。
- 大阪大学医学部附属病院では玄関に設置した消毒装置の利用者が少なかったため、人目を引くように外見を真実の口にした装置を期間限定で設置している[6][7][8][9][10][11]。
- 西伊豆沼津市の獅子浜ビーチの海底にもレプリカが設置されており、ダイバーの人気を集めている。
- 東京都台東区の浅草ビューホテルにはイタリア政府観光局の協力を得て設置されたレプリカが飾られている[12]。
- 沖縄県宜野座村の「道の駅『ぎのざ』」内に、2000年の九州・沖縄サミット開催時のジュリアーノ・アマート首相の来村を記念し、イタリア共和国と宜野座村の親善交流を願ったレプリカが設置されている。
- 東京都町田市のホテル・アイリーンドナン町田にも真実の口が設置されており、口から水を吐いている。
- かつては東京・台場のヴィーナスフォートにも設置されていた。

## 地獄の口

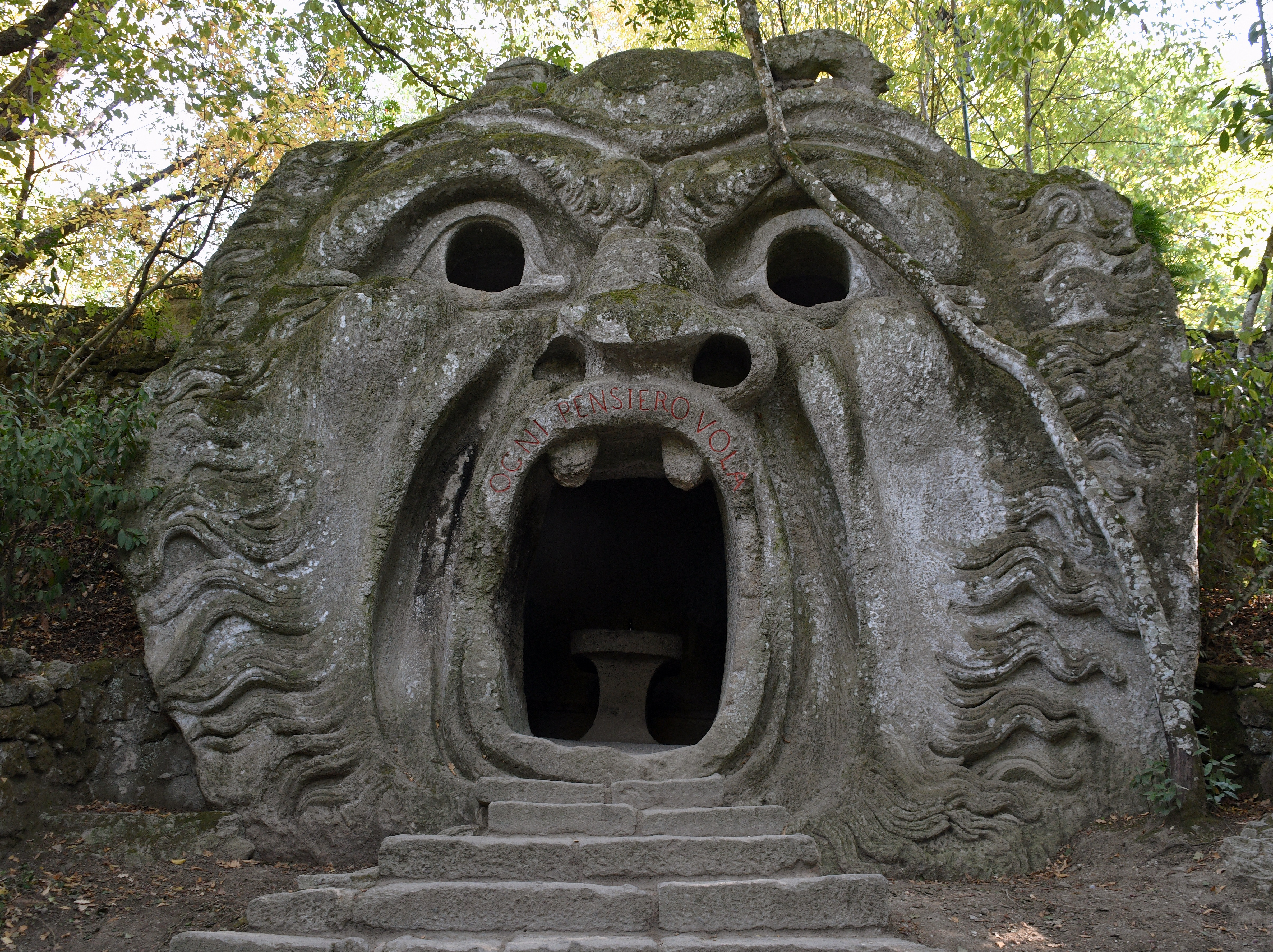
地獄の口

類似したものとして、ヴィテルボ郊外の怪物公園(Parco dei Mostri)には、地獄の口という人が入れる大きさのものがある。